# NGC 5136
NGC 5136 = IC 888 ist eine elliptische Galaxie vom Hubble-Typ E1 im Sternbild Jungfrau auf der Ekliptik. Sie ist schätzungsweise 296 Millionen Lichtjahre von der Milchstraße entfernt und hat einen Durchmesser von etwa 60.000 Lichtjahren.

Im selben Himmelsareal befinden sich u. a. die Galaxien NGC 5115, NGC 5129, NGC 5132, NGC 5137.
Das Objekt wurde am 12. April 1784 vom deutsch-britischen Astronomen William Herschel (als NGC gelistet) und am 3. Mai 1889 von Lewis Swift entdeckt (als IC aufgeführt).